# Grande Fiume degli Orsi
Il Grande Fiume degli Orsi (in inglese Great Bear River) è un fiume del Canada settentrionale che misura 113 km; è al tempo stesso affluente del fiume Mackenzie e principale emissario del Grande Lago degli Orsi.
Sulle sue sponde vi è un villaggio di pescatori, Fort Franklin (intitolato all'esploratore inglese Sir John Franklin, che vi era giunto negli anni venti dell'800), fra i principali insediamenti dell'area.